# Uchū no Stellvia
Uchū no Stellvia (宇宙のステルヴィア Uchū no Suteruvia?, El universo de Stellvia) es un anime, dirigido por Tatsuo Sato. En mayo de 2003 se lanzó una adaptación a manga hecha por Ryo Akizuki, que llegó a llegó a los 2 tomos. Se anunció una secuela del anime para 2005, pero fue cancelada por dificultades de producción tal como paso con la secuela de Nadesico.
La palabra Stellvia viene del latín, formada por stella (estrella) y vía (camino).

## Argumento
La historia se sitúa en un futuro hipotético en donde la población mundial se redujo al 10 %,  debido a un cataclismo ocasionado por la "Primera Oleada" una onda electromagnética generada por la explosión de la supernova de la estrella, Beta Hydri situada a 20 años luz recibida en el año 2167.
La serie transcurre 189 años después de la "Primera Oleada", en el año 2356, en donde la Tierra se ha recuperado y continúa en marcha con las preparaciones para recibir a la segunda oleada, la cual contiene partes de la propia estrella y podría ocasionar el fin de la humanidad.

## Personajes
Shima 'Shipon' Katase (片瀬 志麻 'Katase Shima'?)
 Seiyū: Ai Nonaka, Carrie Savage (inglés)
La heroína de la historia es Shima (o 'Shipon (しーぽん)' Ella se unió al programa espacial de la Fundación Stellvia con el objetivo de "poder ver las estrellas directamente y no hacerlo mirando hacia arriba. Desde el comienzo tiene cambios de conducta de ser completamente segura de sus habilidades a pensar que no es capaz de hacer nada. En la serie se muestra muy diligente aunque muchos la consideran un verdadero genio.
Durante el progreso de la serie, ella aprende de sus errores y se da cuenta de que no tiene que ser perfecta en todo y que incluso puede fracasar. Al principio en sus entrenamientos para ser piloto llegó a estar en los últimos lugares, pero sus habilidades mejoraron dramáticamente después de escuchar el consejo Kouta Otoyama que le dijo que no debe poner atención a toda la información que se le presentará. Shima fue aceptada como el quinto miembro del equipo de Astroball junto con el grupo de Los 4 Grandes, después de superarlos en una prueba y vencerlos. A diferencia de su avance en el pilotaje, sus habilidades en programación fueron destacables desde el principio y en algún momento combinó sus dos habilidades para ser formidable y uno de los mejores estudiantes de la academia, provocando que todos pensaran que era un verdadero genio. Le dicen Shipon ya que la primera vez que piloteó un Bianca voló como si fuera bola de ping-pong perdida.
Kouta Atoyama (音山 光太 'Atoyama Kōta'?)
 Seiyū: Takahiro Mizushima, Johnny Yong Bosch (inglés)
Kouta es el personaje enigmático de la serie. El junto con Shipon desarrollan una romántica relación, pero hay muchas cosas de él que se desconocen.
Él tiene una hermana mayor quien dirige un observatorio en Japón. El mismo se considera enigmático.
El inconscientemente obtiene siempre el rango C en todas sus clases, sin excepción, sin importar el nivel de dificultad ya sea alto o bajo. Él demostró extraordinarias habilidades de pilotaje, cuando se le advirtió de que Ayaka pretendía hacerle daño a Shipon en un entrenamiento e incluso pudo desarrollar movimientos muy superiores los que un Bianca podía desempeñar. Otro Ejemplo es durante la práctica en el simulador donde Rinna obtuvo el Rango A, Shima Rango B, y el obtuvo Rango S. Cuando Shima le preguntó a Kouta por qué no obtenía mejores resultados en clase si era capaz de hacerlo, él simplemente respondió que él también se preguntaba por qué. Pierre una vez menciona que "el Halcón esconde sus garras", refiriéndose a las habilidades de Kouta.
Por otro lado, Richard James estaba intrigado por la visión de Kouta y siempre pareció interesado en poder ver lo que Kouta veía. Una vez mencionaba de que Kouta era el elegido por el Universo.
Arisa Glennorth (アリサ・グレンノース Arisa Gurennōsu?)
 Seiyū: Yuki Matsuoka, Lucy Hudson (inglés)
Arisa es la mejor amiga de Shipon. Ellas se conocieron en el transbordador que las llevó a la Fundación Stellvia al principio de la serie, además tuvieron la fortuna de ser compañeras de dormitorio e incluso compañeras de clases. Sus habilidades académicas y de pilotaje no se acercan nada a las de Shipon, además ella siempre menciona a Shipon como su fuente de inspiración, considerándola su "Star of Hope" ("Estrella de Esperanza").
En el transcurso de la serie se va enfocando más en el trabajo de mecánica que el de pilotaje.
Rinna Kazamatsuri (風祭 りんな 'Kazamatsuri Rin'na'?)
 Seiyū: Ryō Hirohashi, Sandy Fox (inglés)
Rinna es una estudiante de intercambio de la Fundación Última (La Fundación más lejana y por lo tanto todavía en construcción). Ella considera a Shipon como su amiga y Rival. Rinna es más joven que los demás estudiantes, pero debido a que en Última había pocos niños y no tenían escuela ella le dedicaba mucho tiempo a los simuladores. Como resultado es toda una experta en el pilotaje y entrenamiento en zero-G (Gravedad Cero) dándole la oportunidad de ser transferida al mismo grado de Shipon y sus amigos que son mayores que ella.
Yayoi Fujisawa  (藤沢 やよい 'Fujisawa Yayoi'?)
 Seiyū: Fumiko Orikasa, Michelle Ruff (inglés)
Yayoi es una estudiante mayor en la clase de Shipon. Yayoi había entrado a Stellvia 2 años antes, pero tuvo que dejar las clases después de que sufrierá un accidente. En el transcurso de la serie se ve que Ayaka Machida intento salvarla sin conseguirlo, aunque el "accidente" fua causado a propostio por ella misma.
Akira Kayama (栢山 晶 'Kayama Akira'?)
 Seiyū: Rie Tanaka, Kate Davis (inglés)
Akira es callada y en muchas ocasiones taciturna, ella es compañera de clase de Shipon y es la compañera de habitación de Yayoi. Aunque ella se molestaba cuando había mucha gente a su alrededor, poco a poco aprende a disfrutar el tiempo en compañía de Yayoi, Shipon, Alisa y los demás. Más adelante en la serie comienza a tener citas con JoJo.
Ayaka Machida (町田 初佳 'Machida Ayaka'?)
 Seiyū: Megumi Toyoguchi, Julie Ann Taylor (inglés)
Es una de los 4 Grandes de Stellvia, (Los mejores 4 estudiantes de la escuela), Ella se muestra muy competitiva en extremo. Ella tiene un tipo de complejo de inferioridad que la lleva a querer ser siempre la mejor.
Dos años antes, cuando Yayoi fue su compañera de clase, ella planeó un accidente para garantizar su posición como la mejor de la clase. Las cosas se salieron un poco de control y pensando que Yayoi podría perder la vida, Ayaka intentó rescatarla. Yayoi tuvo que ser hospitalizada por lo que tuvo que dejar Stellvia por un tiempo. Ahora pensando que Katase Shima podría sobrepasarla también, intentó hacer lo mismo, pero fue evitado gracias a Kouta que fue advertido por Yayoi cuando pensó que podría repetirse lo sucedido hacía 2 años. Debido a que Yayoi no inculpó a Ayaka, no fue expulsada de Stellvia y solo fue suspendida por un tiempo.
Después Yayoi perdonó a Ayaka por casi causarle la muerte. Ayaka parece tener sentimientos hacia su compañero de clases Kent Austin quien también es uno de los 4 grandes. Aunque en los últimos episodios se ve más cercana a Yayoi que a Kent.
- Datos: Q1888501